# Чекой Архип Ілліч
Архип Ілліч Чекой (2 лютого 1936, село Болотіно, тепер Балатіна Глоденського району, Молдова — ?) — молдавський радянський діяч, міністр харчової промисловості Молдавської РСР. Член ЦК КП Молдавії в 1971—1986 роках. Депутат Верховної Ради Молдавської РСР 7—11-го скликань.

## Біографія
Народився в селянській родині.
У 1959 році закінчив Кишинівський державний сільськогосподарський інститут імені Фрунзе.
У 1959—1962 роках — викладач Згурицького училища механізації сільського господарства; інженер Управління матеріально-технічного постачання Міністерства сільського господарства Молдавської РСР; завідувач майстерень, старший інженер-механік радгоспу-заводу «Трандафір» Ришканського району.
Член КПРС з 1962 року.
У 1962—1964 роках — директор радгоспу-заводу «Трандафір» Ришканського району Молдавської РСР.
У 1964—1965 роках — начальник Управління тютюнової та ефірноолійної промисловості Ради народного господарства Молдавської РСР.
У 1965—1967 роках — начальник Ришканського районного виробничого управління сільського господарства Молдавської РСР.
У 1967—1973 роках — 1-й секретар Глодянського районного комітету КП Молдавії.
У 1971 році закінчив заочно Вищу партійну школу при ЦК КПРС.
У 1973—1977 роках — 1-й секретар Рибницького районного комітету КП Молдавії.
9 березня 1977 — 24 травня 1990 року — міністр харчової промисловості Молдавської РСР.
Подальша доля невідома.

## Нагороди
- орден Леніна
- два ордени Жовтневої Революції
- орден «Знак Пошани»
- медалі